# Haderslev (općina)
Haderslev je općina u danskoj regiji Južna Danska.

## Zemljopis
Općina se nalazi u jugoistočnom dijelu poluotoka Jutlanda, prositire se na 701,98 km2.

## Stanovništvo
Prema podacima o broju stanovnika iz 2010. godine općina je imala 56.346 stanovnika, dok je prosječna gustoća naseljenosti 80,27 stan/km2. Središte općine je grad Haderslev.

### Naselja
| Veća naselja u općini |              |                    |
| Br.                   | Naselje      | Stanovnika (2010.) |
| 1                     | Haderslev    | 21.293             |
| 2                     | Vojens       | 7.735              |
| 3                     | Starup       | 2.455              |
| 4                     | Gram         | 2.452              |
| 5                     | Over Jerstal | 1.124              |
| 6                     | Sommersted   | 1.078              |
| 7                     | Hammelev     | 991                |
| 8                     | Bevtoft      | 844                |
| 9                     | Marstrup     | 763                |
| 10                    | Hoptrup      | 676                |

## Vanjske poveznice
- Službena stranica općine